# Egin
Egin ('Hacer' en euskera) fue un diario vasco de información general, con una línea ideológica de izquierdas y abertzale, y de carácter bilingüe al incluir artículos escritos en euskera y castellano. Era editado en Hernani por Orain S. A. —empresa que también dirigía la emisora de radio Egin Irratia— y distribuido principalmente en el País Vasco, Navarra y el País Vasco francés.
Durante años diversos partidos políticos lo acusaron de estar al servicio de la organización terrorista ETA y fue marginado económicamente por las instituciones oficiales. Según algunos historiadores, el diario estaba controlado por Herri Batasuna, que expulsó de la redacción a los periodistas afines a Euskadiko Ezkerra durante la Transición.
Muestra de este supuesto apoyo fueron portadas como las de julio de 1997, cuando tras un secuestro de más de 500 días, José Antonio Ortega Lara fue liberado por la Guardia Civil, titulando el diario "Ortega vuelve a la cárcel", en claro juego de humor negro por su profesión, funcionario de prisiones; o tras el secuestro, extorsión y asesinato del concejal del PP en Ermua, Miguel Ángel Blanco, suceso que conmocionó a la sociedad española y que Egin resumió en la portada "El edil del PP apareció con dos disparos".
Fue clausurado en 1998 por orden del juez Baltasar Garzón. Sin embargo, en 2009 los tribunales resolvieron que su actividad era lícita, contrariamente a la anterior resolución; pero, debido al tiempo transcurrido, no fue posible reabrir ni el periódico ni la radio. El medio que pasaría a ocupar el espectro de Egin fue el diario Gara.

## Historia
Egin publicó su primer número el 29 de septiembre de 1977. Según uno de sus fundadores, José Luis Elkoro, «diez personas nos juntamos para poner 100.000 pesetas cada uno: había un vendedor de coches, un carnicero, un churrero...»; además de los fundadores, hubo 24 000 cuentapartícipes, «que pusieron su grano de arena, grande o pequeño». En su primera portada expresaba su agradecimiento: «A todos los que habéis esperado este periódico. Al grupo de fundadores que arriesgó primero. A los veintitantos mil cuenta-partícipes, sin exigir a cambio. A todos los que piensan en este periódico como instrumento para construir una Euskal Herria -compuesta por siete provincias- que abra caminos para una sociedad nueva...».
La supuesta vinculación entre Egin, ETA y la izquierda abertzale llevó a varias instituciones públicas, en la época de los pactos entre partidos para aislar a la izquierda abertzale, a marginar económicamente a Egin y negarse a incluir publicidad institucional en el diario, a diferencia de lo que hacían con otros medios. Según Elkoro, Egin pasó momentos muy difíciles: «A partir de ahí siempre andábamos pidiendo», y según él, «se dejó de pagar a la Seguridad Social, solo la cuota empresarial, no la laboral» y «no dejamos de pagar porque no quisiéramos, sino porque no podíamos, pero siempre tuvimos intención de hacerlo».

## Línea editorial
La última línea editorial de Egin expresaba un fuerte rechazo hacia la violencia policial, las torturas a detenidos o el terrorismo de Estado, mientras se solidarizaba con los acusados de kale borroka o de pertenencia a ETA.
Aparte de la afinidad ideológica de gran parte de sus contenidos con la izquierda abertzale, Egin solía ser el primer medio de información en recibir los comunicados de ETA. Durante la etapa de Pepe Rei como redactor jefe, su equipo investigó ciertos casos de corrupción política, económica y policial ─como el «caso GAL», que salió a la luz pública tras las investigaciones del periodista Pedro J. Ramírez para el Diario 16─, así como la actividad de ciertos grupos de extrema derecha.
Egin fue también uno de los impulsores, en sus páginas de cultura, del llamado Rock Radical Vasco (RRV) en los años 1980.

## El proceso judicial de cierre
La policía española investigó durante años las relaciones entre Egin y ETA, incluyendo la procedencia de anuncios publicados en Egin que supuestamente se utilizaban para enviar saludos y mensajes a presos acusados o condenados por terrorismo. Según las investigaciones de la Guardia Civil, Egin realizaba labores de «difusión ideológica», y de comunicación interna de sus militantes. En un informe de este cuerpo, incluso se consideraba que ETA podía haber elegido en 1992 a unos nuevos director y subdirectora de Egin. Sin embargo, al ser citado a juicio como perito un agente autor del informe reconoció que no podía afirmarlo.
En 1994 la Ertzaintza (policía autonómica vasca) registró la sede de Egin. Ese mismo año se hallaron coincidencias entre los ficheros de las investigaciones del equipo de Pepe Rei y la información sobre objetivos incautada a ETA. En agosto, Pepe Rei fue detenido por orden del juez Carlos Bueren, pero resultó absuelto en 1997.
En la madrugada del 15 de julio de 1998, el juez Baltasar Garzón ordenó el cierre cautelar del periódico y la emisora de radio, así como el arresto de varios responsables de Orain S.A., a los que acusó de integración en banda armada. Todos los detenidos fueron puestos en régimen de incomunicación en virtud de la legislación antiterrorista. En su instrucción, el juez consideraba que la empresa estaba supeditada a ETA.

### Reacciones a la clausura de Egin
El día del cierre de Egin, el entonces presidente del gobierno español José María Aznar se encontraba de visita oficial en Turquía y, cuando en una rueda de prensa un periodista le preguntó sobre lo ocurrido, respondió: «¿Creían ustedes que no nos íbamos a atrever?». Lo que fue criticado por el estamento judicial por su falta de respeto a la separación de poderes.
En febrero de 1999, el juez Garzón prorrogó seis meses más la clausura y, concluido ese nuevo plazo, en el mes de agosto de 1999, autorizó la reapertura del periódico y de la emisora de radio clausurados, por considerar «prácticamente desaparecida» la actividad de ETA. Pero el 18 de octubre, el administrador judicial ratificó que el grupo editor de Egin era inviable económicamente y no podía hacer frente a sus deudas. En el momento del cierre decretado por Garzón, Egin vendía 52.311 ejemplares diarios, según OJD, contaba con 210 trabajadores y disponía de una sede central en Hernani y delegaciones en Vitoria, Pamplona y Bilbao.
El cierre de Egin provocó diversas protestas, especialmente entre la izquierda abertzale, como la plataforma Hitz egin ('Habla'), título a su vez de una canción del grupo de rock vasco Negu Gorriak. La mañana siguiente al cierre del periódico salió a la venta en su sustitución el diario Euskadi Información, que dejó de editarse al tiempo que comenzó su andadura Gara.

### Sentencias judiciales
Después de más de un año, acabada la instrucción del caso, la Audiencia Nacional rebajó la acusación al delito de colaboración con banda armada, lo que hacía injustificado el cierre. Para entonces, Orain S.A. ya había entrado en bancarrota, y el nicho de mercado de Egin había sido cubierto por el nuevo diario Gara, por lo que ni el diario Egin ni su radio volvieron a ponerse en marcha.
Pepe Rei continuó su trabajo en la revista Ardi Beltza, pero fue detenido de nuevo en 1999 y en 2001, y la revista fue cerrada por orden judicial.
Finalmente, el 22 de mayo de 2009, el Tribunal Supremo dejó sin efecto «el pronunciamiento relativo a la declaración de ilicitud de sus actividades y disolución de las entidades Orain SA, Ardatza SA, Hernani Inprimategia, Publicidad Lema 2000, Erigane SL, MC Uralde SL, Untzorri Bidaiak Ganeko, Grupo Ugao SL (Cuba) y Gadusmar SL, así como el comiso y liquidación de su patrimonio».
El exdirector de Egin, Xabier Salutregi, fue condenado a doce años de prisión por integración en organización terrorista en calidad de dirigente; la subdirectora, Teresa Toda, fue condenada a diez años de prisión.

## Fondo documental
En diciembre de 2017 la Audiencia Nacional accedió a que su fondo documental fuera asumido por el Gobierno Vasco con el fin de evitar que continuara el deterioro del material periodístico y del archivo fotográfico que aún se encontraban en su antigua instalación del polígono Eziago de Hernani, ya que el administrador judicial designado para su custodia no estaba ejerciendo esa función y el edificio se encontraba en estado ruinoso.